# Aeschi bei Spiez
Aeschi bei Spiez là một đô thị ở huyện Frutigen ở bang Bern ở Thụy Sĩ. Đô thị này có diện tích 30,9 km², dân số năm 2006 là 1964 người.